# ARP 410 Airlines
ARP 410 Airlines (en russe : Авиакомпания «АRР 410», lire ARP avec l'alphabet latin) (code AITA : ZK ??? zzz ; code OACI : URP) est une compagnie aérienne ukrainienne, fondée en mai 1999. Elle relie Kiev à Simferopol en Crimée. C'est une filiale de la société de réparation d'aviation ARP 410 (en ukrainien : завод № 410 гражданской авиации), fondée en 1948 à Kiev.
Sa flotte se compose d'Antonov An-24 et An-30.